# Jean Pernet, padre
Jean Claude Pernet, padre (15 de octubre de 1832, Villeurbanne - 31 de marzo de 1896, ibíd.) fue un horticultor rosalista e hibridador de rosas francés.

## Biografía
Nació en una familia de agricultores cultivadores de rosas en Villeurbanne, Rhône-Alps, cerca de la ciudad de Lyon. Su padre, Claude Pernet, estableció un vivero de cultivo de rosas en 1845.
Siguiendo los pasos de su padre fue cultivador e hibridador de rosas de segunda generación.
Entre los criadores de rosas actuales, Jean Pernet es conocido como 'Pernet pere' y fue uno de los primeros hibridadores que buscaban novedades. Jean desarrolló el Híbrido de té 'Baronne de Rothschild' en 1868, en honor de la baronesa Caroline von Rothschild. En 1874, se nombró a una rosa Musgo 'Soupert & Notting' en honor a sus colegas rosalistas de Luxemburgo.

## Actividades
Usando Rosa foetida en 1887, Jean y su hijo Joseph Pernet-Ducher comenzaron a desarrollar cultivares de rosa amarilla a través de un cruce entre un híbrido rojo de perpetua y persas amarillas.
Después de su muerte en 1896, su hijo Joseph Pernet-Ducher continuó los experimentos y desarrolló una reputación en todo el mundo en 1900 cuando presentó la rosa 'Soleil d'Or', el primer Híbrido de té amarillo. Esta rosa se reconoce ahora como la primera de las rosas "Pernetiana" (Rosas de Pernet) y un antepasado importante de 'Peace', introducida por Meilland International SA en 1945.
Algunas de las creaciones de rosas de Jean Claude Pernet incluyen:
- 'Caroline Küster' - (Noisette) 1872
- 'Madame Souveton' - (Portland) 1874
- 'Louis Gimard' - (Musgo) 1877
- 'Cécile Brünner' - (Polyantha) 1881
- 'Merveille de Lyon' - (Híbrido perpetuo) 1882
- 'Souvenir de Victor Hugo' - (Híbrido perpetuo) 1885
- 'Triomphe des Noisettes' - (Noisette) 1887
- 'Marchioness of Salisbury' - (Híbrido de té) 1890

## Algunos de los logros de Jean Pernet

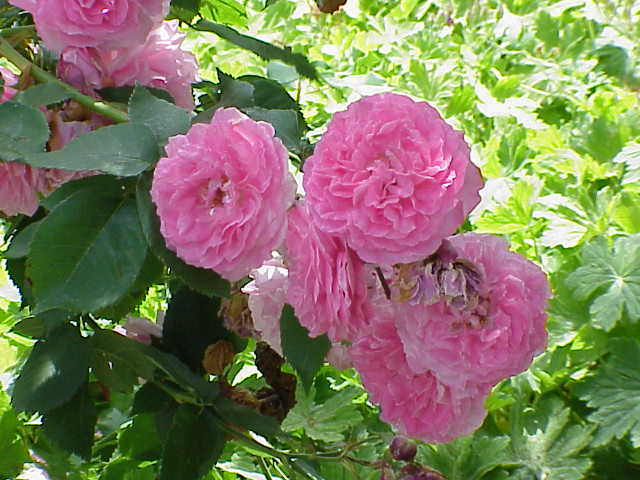
'Prince Napoléon' 1864, Híbrido de té.
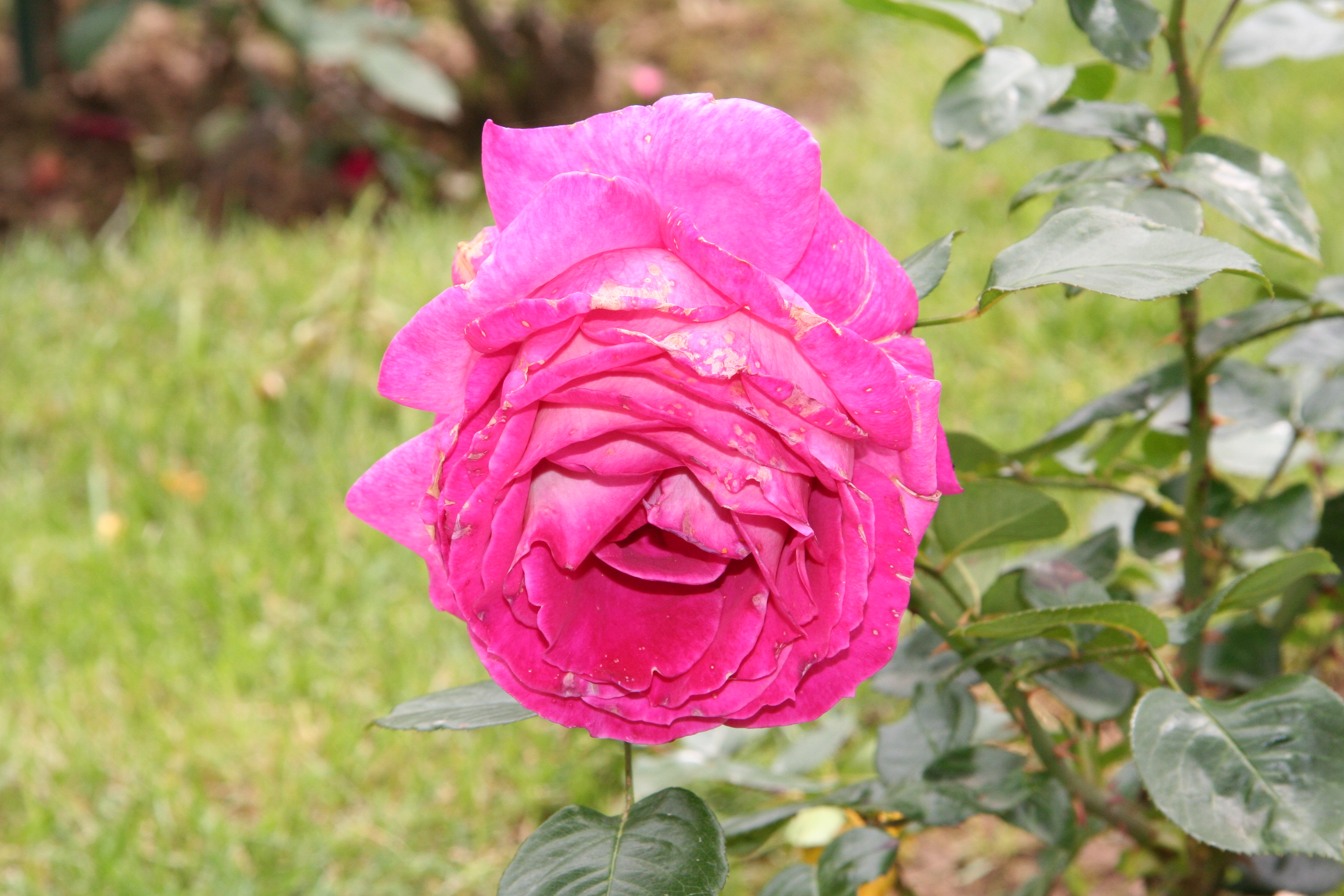
'Baronne de Rothschild' 1868. Roseraie de Bagatelle (París, Francia).